# 3-variedade quíntica de Fermat

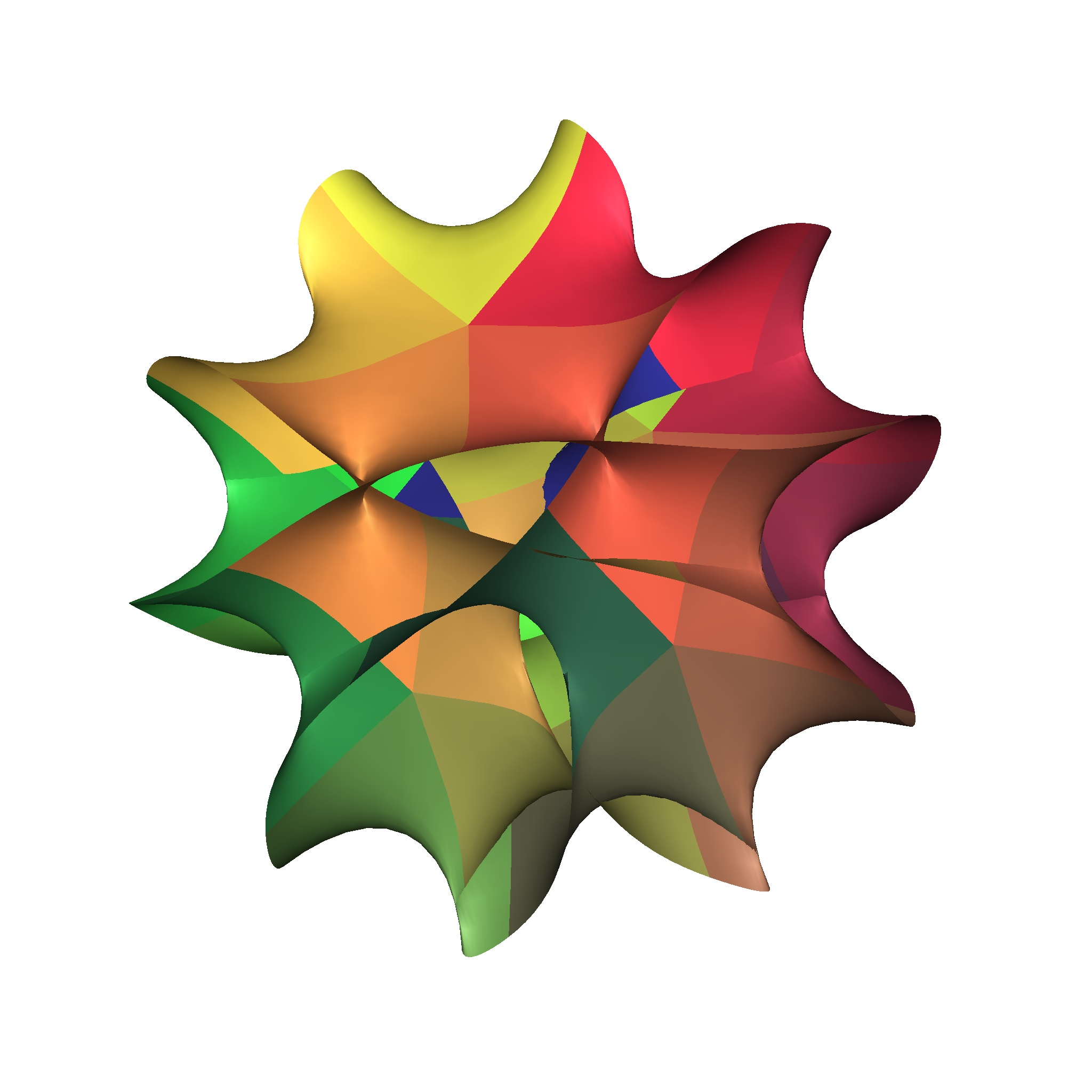
Seção transversal bidimensional da 3-variedade quíntica de Fermat

Em matemática, a 3-variedade quíntica de Fermat é uma 3-variedade quíntica especial, em outras palavras, uma hipersuperfície de grau 5, dimensão 3 em um espaço projetivo complexo de 4 dimensões, dada pela equação
{\displaystyle V^{5}+W^{5}+X^{5}+Y^{5}+Z^{5}=0.}
Esta 3-variedade, cujo nome é uma homenagem a Pierre de Fermat, é uma variedade Calabi-Yau.
O diamante de Hodge de uma 3-variedade quíntica não singular é
|   |   |     | 1 |     |   |   |
|   |   | 0   |   | 0   |   |   |
|   | 0 |     | 1 |     | 0 |   |
| 1 |   | 101 |   | 101 |   | 1 |
|   | 0 |     | 1 |     | 0 |   |
|   |   | 0   |   | 0   |   |   |
|   |   |     | 1 |     |   |   |

## Curvas racionais
Herbert Clemens (1984)conjecturou que o número de curvas racionais de um certo grau em uma 3-variedade quíntica genérica é finito. A 3-variedade quíntica de Fermat não é genérica neste sentido, e Alberto Albano e Sheldon Katz (1991)mostraram que suas retas estão contidas em 50 famílias unidimensionais da forma
{\displaystyle (x:-\zeta x:ay:by:cy)}
em que {\displaystyle \zeta ^{5}=1} e {\displaystyle a^{5}+b^{5}+c^{5}=0}. Existem 375 retas em mais de uma família, da forma
{\displaystyle (x:-\zeta x:y:-\eta y:0)}
para raízes quintas da unidade {\displaystyle \zeta } e {\displaystyle \eta }.